# Maggie Baird
Maggie May Baird (Fruita, 29 marzo 1959) è un'attrice e sceneggiatrice statunitense.

## Vita privata
Sposata dal 1995 con Patrick O'Connell, è la madre dei musicisti Finneas O'Connell (1997) e Billie Eilish (2001). Suo fratello è il politico Brian Baird.

## Filmografia parziale

### Attrice
Cinema
- Un uomo innocente (An Innocent Man), regia di Peter Yates (1989)
- Manic, regia di Jordan Melamed (2001)
- Eragon, regia di Stefen Fangmeier (2006)
- Life Inside Out, regia di Jill D'Agnenica (2013)
- Billie Eilish: The World's a Little Blurry, regia di R. J. Cutler (2021) - film documentario

Televisione
- Destini (Another World) (1981)
- Così gira il mondo (As The World Turns) (1987-1988)
- Roe vs. Wade - film TV (1989)
- La famiglia Brock (Picket Fences) (1994)
- Michael Jordan: An American Hero - film TV (1999)
- X-Files (The X-Files) (2000)
- Tutte le donne del Presidente (Running Mates) - film TV (2000)
- Birds of Prey (2002)
- Six Feet Under (2005)
- Bones (2009)

### Sceneggiatrice
- Life Inside Out (2013)

## Premi
- Heartland International Film Festival
  - 2013: "Crystal Heart Award for Dramatic Feature", "Crystal Heart Award for Best Premiere"
- Phoenix Film Festival
  - 2014: "Cox Audience Award"
- San Luis Obispo International Film Festival
  - 2014: "Best Narrative Feature"